# Protestele din Georgia din 2024
La 28 octombrie 2024, în Georgia, protestele împotriva rezultatelor recente ale alegerilor parlamentare au început după ce au fost anunțate rezultatele oficiale preliminare. Manifestanții au susținut că alegerile, în care partidul de la guvernare Visul Georgian a câștigat majoritatea locurilor, au fost frauduloase și, alternativ, au cerut renumărarea și noi alegeri. Proteste suplimentare au avut loc la 4 noiembrie lângă clădirea parlamentului, unde partidele de opoziție și-au dezvăluit strategia de abordare a rezultatelor alegerilor. Protestele au continuat la 17 noiembrie, când rezultatele finale au fost certificate de Comisia Electorală Centrală a Georgiei. Sfera protestelor a fost extinsă la 28 noiembrie, când guvernul a anunțat că va amâna procesul de negocieri UE până în 2028.
Protestele au fost marcate de violențe larg răspândite împotriva protestatarilor și a jurnaliștilor din partea poliției. Avocatul Poporului a indicat că rănile suferite de protestatari dau o „impresie credibilă” de violență punitivă a poliției care „constituie un act de tortură”. Dovezile larg răspândite pe rețelele de socializare au indicat prezența agenților mercenari titushky.